# Yoshinori Taguchi
Yoshinori Taguchi (Prefectura de Saitama, 14 de setembre de 1965) és un futbolista japonès.

## Selecció japonesa
Va formar part de l'equip olímpic japonès a la Copa d'Àsia de 1988.